# Onychogalea
Onychogalea là một chi động vật có vú trong họ Macropodidae, bộ Hai răng cửa. Chi này được Gray miêu tả năm 1841. Loài điển hình của chi này là Macropus unguifer Gould, 1841.

## Hình ảnh

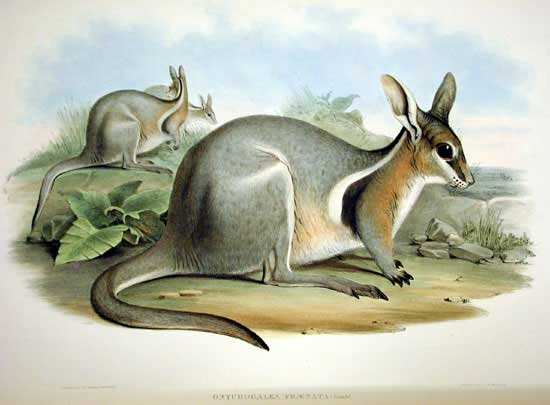

## Các loài
Chi này gồm các loài: